# Сахно Віталій Вікторович
Віталій Вікторович Сахно (нар. 26 березня 1977) — український футболіст, півзахисник. Зараз — дитячий тренер.

## Кар'єра гравця
Віталій Сахно народився 26 березня 1977 року в Харкові. Кар'єру гравця розпочав у харківському футзальному клубі «Інга» в сезоні 1993/94 років. Потім переходить вже до футбольного клубу «Металіст» (Харків), у складі якого виступав у 1995—1998 роках. За цей час у національних чемпіонатах у футболці харків'ян відіграв 70 матчів та забив 3 м'ячі, ще 3 поєдинки за «Металіст» відіграв у кубку України.
Після того, як залишив «Металіст» виступав у команді «„Кремінь“ (Кременчук)», у складі якого відіграв 27 поєдинків (3 голи) у чемпіонатах України та 2 укубку України. У 2000 році підсилив першоліговий ФК «Черкаси», у складі якого виступав до 2001 року.
У 2001 році перейшов до олександрійської «Поліграфтехніки», яка на той час виступала у вищій лізі. У футболці олександрійців Віталій Сахно виступав до 2002 року. За цей час в національних чемпіонатах за олександрійців він відіграв 23 поєдинки та забив 1 м'яч, ще 5 поєдинків у футболці «Поліграфтехніки» Віталій зіграв у кубку України.
Після цього транзитом через харквський «Геліос», опинився у складі іншої харківської команді, «Арсеналу». За харківських гармашів Віталій відіграв 14 поєднків.
З 2004 по 2005 роки виступав у львівських «Карпатах». У складі львів'ян у чемпіонатах України відіграв 33 поєдинки, ще 1 провів у кубку. Ще 4 матчі (1 гол) провів у складі «Карпат-2». В 2005 році повертається до рідного Харкова, де продовжує свої виступи в місцевому «Геліосі». У футболці харків'ян Віталій відіграв 13 матчів. Завершив кар'єру професійного футболіста Віталій Сахно виступами в друголіговому «Локомотиві» у 2006 році.
Після завершення кар'єри професійного футболіста продовжив свої виступи на аматорському рівні в клубі «Гірник» (Строїтель), який виступав у аматорському чемпіонаті Росії з футболу. У складі «Гірника» Віталій виступав до 2008 року, за цей час він зіграв 64 матчі та відзначився 9 голами.

## Кар'єра тренера
Після завершення контракту з «Гірником» повернувся до рідного Харкова, де до травня 2016 року працював тренером у ДЮФА «Металіст» (Харків). У червні 2016 року перейшов на аналогічну посаду до ДЮФК «Сталь» (Кам'янське), потім — до ДЮФА «Металіст 1925» (Харків).